# BR-376
Pour les articles homonymes, voir Route 376.

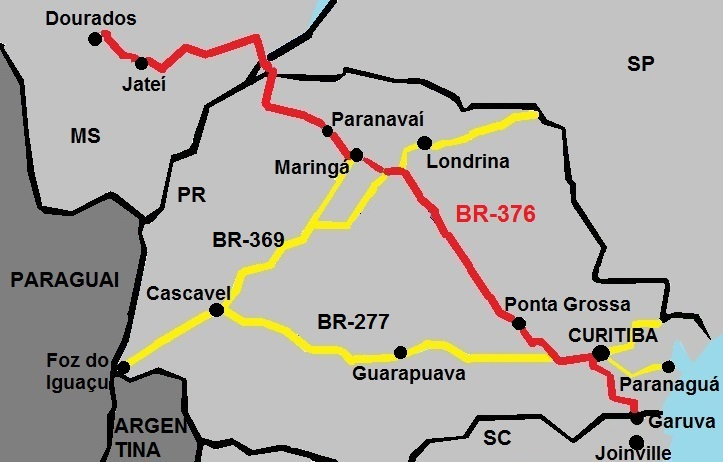
Tracé de la BR-376.

La BR-376 est une importante route fédérale diagonale brésilienne situé dans les États de Santa Catarina, Paraná et Mato Grosso do Sul. Elle a une longueur de 958,300 km et relie les villes de Garuva, dans l'État de Santa Catarina, à Dourados, Mato Grosso do Sul.

## Histoire
La route Rodovia do Café (en français : « Route du Café ») a été initialement envisagée par le gouvernement impérial du Brésil. Un rapport de l'expédition menée par les ingénieurs allemands, José et Francisco Keller, adressé au gouvernement impérial, dans lequel ils manifestaient pour l'ouverture de cette autoroute, avec intérêt même pour une autoroute transcontinentale, indiquait le chemin le plus court entre la côte du Brésil et du Mato Grosso à travers le territoire du Paraná. C'était la première ébauche de la future autoroute.
Plusieurs études ultérieures ont été menées pour trouver le meilleur itinéraire à travers les rivières Ivaí, Tibaji et sertões adjacentes. En 1871, à Curitiba, la première pierre du pont a été posée sur la rivière Ivo, lorsque la construction de l'Estrada de Mato Grosso a commencé, qui a été prolongée au nord-ouest de l'Estrada da Graciosa. Cette route passait par Campo Largo, Palmeira et Ponta Grossa. À partir de 1928, avec le premier plan routier du Paraná, des lignes directrices ont été élaborées pour respecter la connexion avec la région nord de l'État. Jusqu'en 1939, aucune route ne reliait le nord du Paraná au port de Paranaguá ; À l'exception du chemin de fer, seuls les cargos et les wagons effectuaient le transport dans les régions intermédiaires. La connexion nord et sud de l'État se faisait par l'ancienne Estrada do Cerne, une route pleine de courbes, étroite et sans trottoir.
La construction d'une nouvelle route a commencé en 1944. Avec la création de la DER en 1946, la construction s'est poursuivie, dont les travaux ont été ouverts à la circulation à un stade précoce en 1951. Les travaux qui ont eu un grand impact au Paraná dans les années 1960 ont été la Rodovia do Café. Lors de la définition de la ligne directrice globale pour Rodovia do Café, avec l'itinéraire le plus approprié pour le flux des cultures vers le port de Paranaguá, plusieurs solutions ont été suggérées. Au début de cette décennie, son implantation de base ne faisait que 154 km de long. L'objectif principal de la période était de paver la section Ponta Grossa-Apucarana. Cette autoroute serait le principal débouché des cultures de café, favorisant la circulation des richesses et agissant comme un instrument d'intégration économique, sociale et politique interne. Aussi appelée Rodovia da Integração, elle a assuré, à la fin de sa construction, le flux de plus de 4 millions de tonnes de production agricole, principalement du café et des céréales. Avec la livraison officielle au trafic, en juillet 1965, Rodovia do Café a permis une réduction considérable du temps de trajet, puisqu'un camion chargé, en moyenne, a mis 18 heures pour voyager dans les 38 heures précédentes, raccourci de 142 km le tronçon de Maringá au port de Paranaguá, contribuant ainsi à un plus grand mouvement du port de Paraná, au détriment de celui de Santos.

## Importance économique
L'autoroute est extrêmement importante pour le transport de produits agricoles, d'élevage et industriels des États du Paraná et du Mato Grosso do Sul. Comme exemples, nous avons le soja, le maïs, le café, le bœuf, le papier et la cellulose, le bois, les meubles et d'autres produits importants. dans la région.

## Sections dupliquées de l'autoroute
La route est dupliquée dans certaines parties, comme dans les tronçons entre Garuva, Curitiba et Ponta Grossa, et entre Maringá et Paranavaí. La BR-376, ainsi que les BR-369 et BR-277, qui forment un triangle au sein de l'État du Paraná, ont été concédées à des entreprises privées en 1997, au début de l'ère des concessions routières au Brésil. Les contrats sont valables jusqu'en 2021.
Dans un premier temps, 995 km de routes au Paraná devaient être dupliqués, et la population s'est vu promettre que l'État disposerait d'autoroutes Primeiro Mundo, dynamisant fortement la croissance économique. Mais des ajouts ont été rapidement signés qui supprimaient les doublons et autres travaux des contrats. L'engagement de dédoublement est passé de 995 à 616 km. Pour ne rien arranger, en 2019, ce qui avait été doublé n'était plus que de 300 km, même avec des tarifs de péage qui augmentaient chaque année. Le MPF (ministère public fédéral) a alors mené l'opération Intégration, qui a montré que les modifications apportées aux contrats faisaient partie d'un système de pots-de-vin millionnaire. Les entreprises ont payé au moins 35 millions de reais de frais pour réaliser ces changements de contrats. Le détournement d'argent estimé dans le système de péage s'élève à 8,4 milliards de reais. Certains de ceux cités par le MPF pour recevoir ces redevances sont : Jaime Lerner, Roberto Requião et Beto Richa, tous anciens gouverneurs de l'État de Paraná, et les concessionnaires Rodonorte, Econorte, Ecovía, Ecocataratas, Caminhos do Paraná et Viapar.
Le gouvernement suivant, sous Jair Bolsonaro et Ratinho Júnior, a tenté de faire une nouvelle concession plus efficace, mais a été bloqué pendant un an par des politiciens de gauche, qui ne sont pas intéressés à dupliquer la route sans utiliser ce fait politiquement (uniquement dans leur gouvernement, faisant des péages très bon marché pour être utilisés comme propagande politique, mais le péage bon marché ne permettra pas les doubles emplois, seulement l'entretien de l'asphalte),.

## Galerie

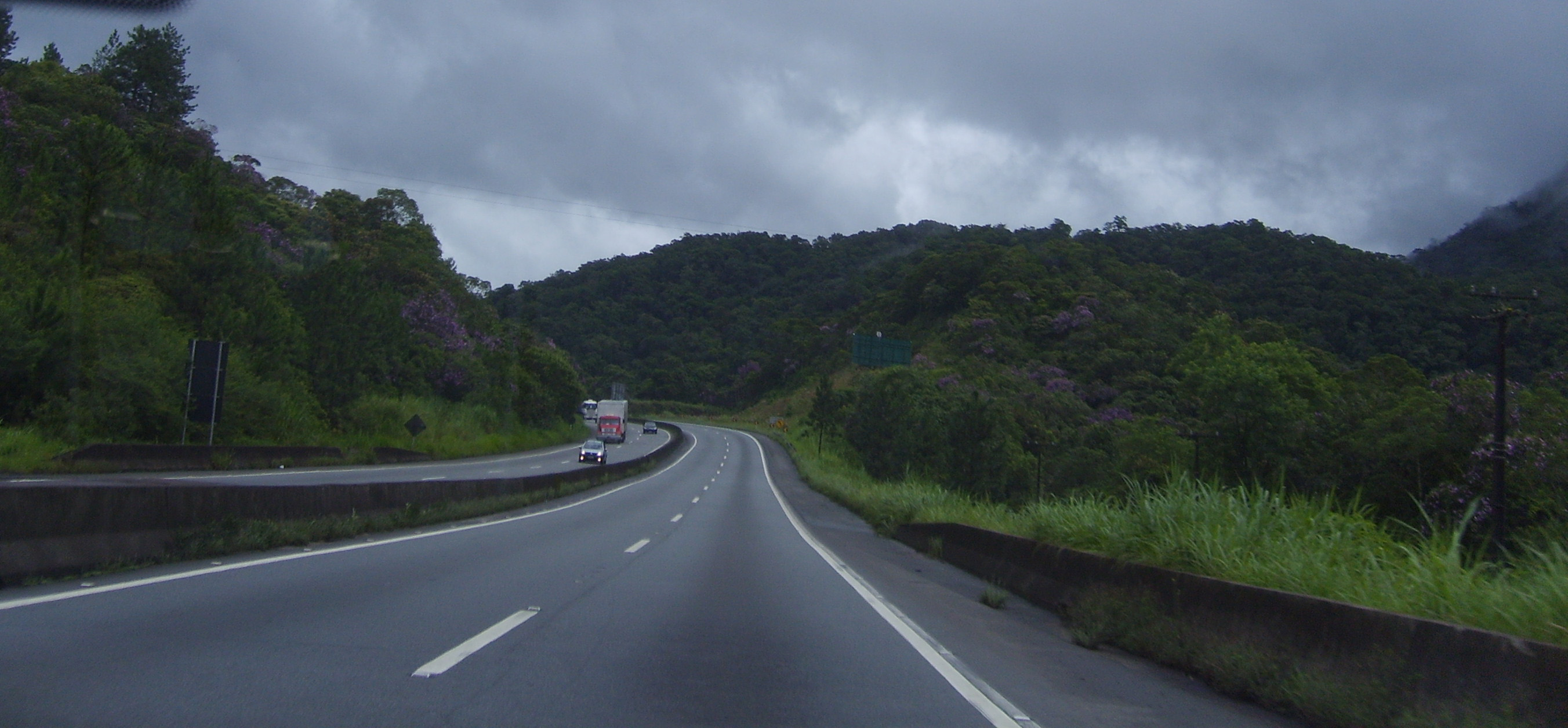
BR-376 entre Curitiba et Garuva.
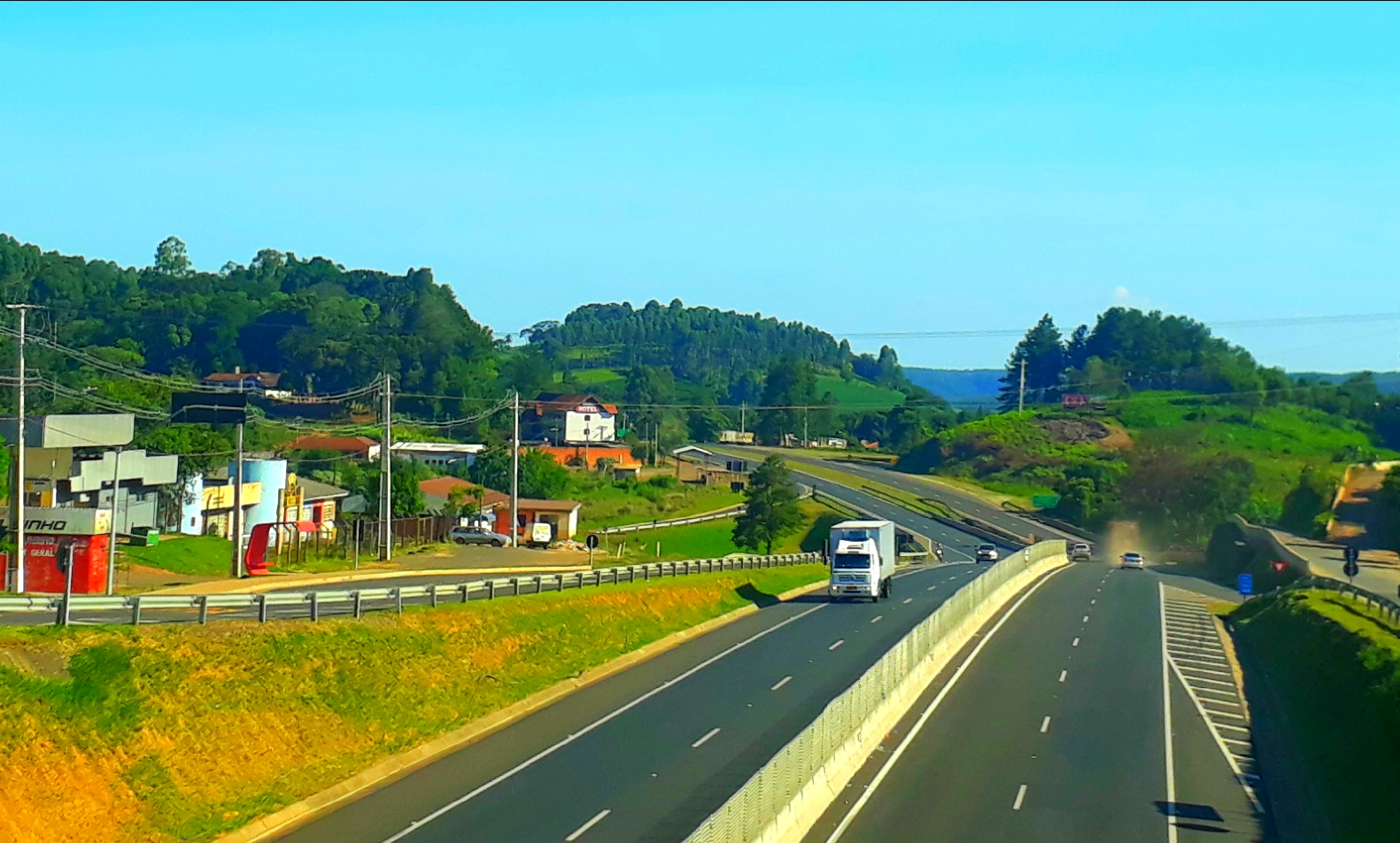
BR-376 à Imbaú.
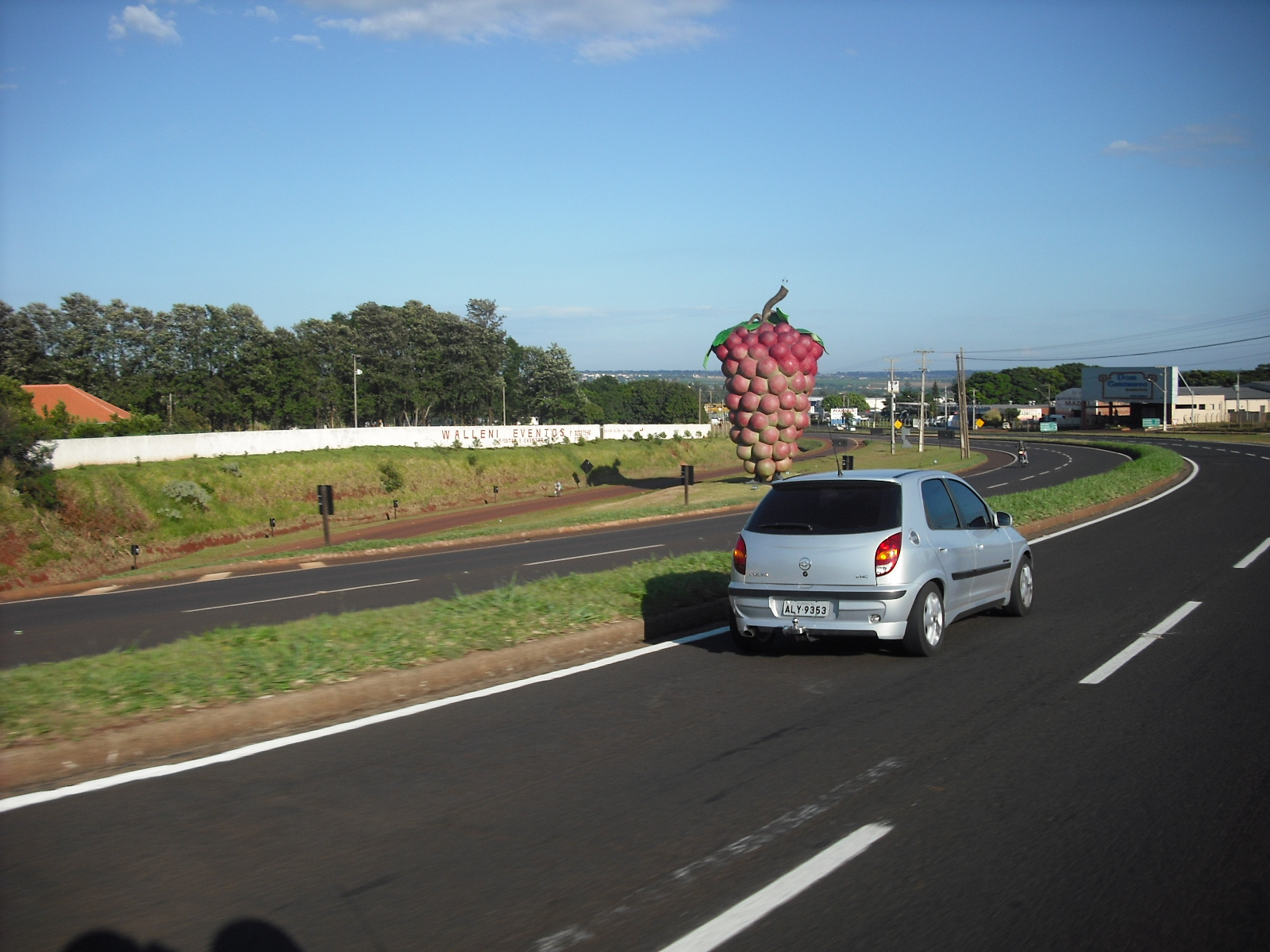
BR-376 à Marialva.